# کویروی
کُویَرْوی (به فنلاندی: Kyyjärvi) یک منطقهٔ مسکونی در فنلاند است که در فنلاند مرکزی واقع شده‌است.